# Mario Martone
Mario Martone (ur. 20 listopada 1959 w Neapolu) – włoski reżyser i scenarzysta filmowy. Reżyseruje również spektakle teatralne i operowe.

## Życiorys
Karierę rozpoczął w 1985 od tworzenia filmów krótkometrażowych i dokumentalnych. Jego debiut fabularny Śmierć neapolitańskiego matematyka (1992) przyniósł mu Grand Prix Jury na 49. MFF w Wenecji oraz Davida di Donatello dla najlepszego debiutanta. 
Natarczywa miłość (1995) startowała w konkursie głównym na 48. MFF w Cannes, a Wierzyliśmy (2010) zdobyło siedem statuetek David di Donatello, w tym dla najlepszego filmu roku. 
Swój kolejny film, Cudowny młodzieniec (2014), Martone poświęcił postaci największego włoskiego poety romantycznego Giacomo Leopardiego. Główną rolę reżyser powierzył w nim Elio Germano, a obraz miał swoją premierę na 71. MFF w Wenecji.
Martone zasiadał w jury konkursu głównego na 52. (1995) i 68. MFF w Wenecji (2011) oraz na 53. MFF w Cannes (2000).